# Джун Клайд
Джун Клайд (англ. June Clyde; 2 грудня 1909, Сент-Джозеф, штат Міссурі — 1 жовтня 1987, Форт-Лодердейл, Флорида) — американська акторка, співачка і танцюристка.
Свою кар'єру Клайд розпочала у 7 років у театрі, з'явившись під ім'ям Baby Tetrazini. В Голлівуді зіграла кілька незначних ролей, потім одружилася з англійським кінорежисером Торнтоном Фріландом. Переїхала до Англії з чоловіком і знімалася у різних британських фільмах та театральних постановках, починаючи з 1934 року, а також періодично поверталася до США для виступів як у кіно, так і в театрі.

## Вибрана фільмографія
- 1930 — Зозулі
- 1931 — Божевільний парад
- 1934 — Голлівудська вечірка
- 1957 — Історія Естер Костелло